# Zona 414
Zona 414 (Zone 414) è un film del 2021 diretto da Andrew Baird, suo primo lungometraggio, e scritto da Bryan Edward Hill. Il film è un thriller fantascientifico interpretato da Guy Pearce, Matilda Lutz, Jonathan Aris e Travis Fimmel.

## Trama
Marlon Veidt è uno scienziato, nonché creatore della cosiddetta Zona 414, una colonia di robot umanoidi, disponibili per l'acquisto o il noleggio e totalmente sottomessi e compiacenti nei confronti dei quali paghino il giusto prezzo per interagire con loro. A seguito della scomparsa di sua figlia all'interno della Zona, Marlon ingaggia un investigatore privato in difficoltà, David Carmichael, per ritrovarla e riportarla a casa. Nelle indagini, David è aiutato da Jane, una A.I. molto avanzata e autocosciente nonché la prima robot umanoide creata da Marlon, della quale va molto fiero, nonché amica di Melissa. I due instaurano un patto reciproco, Jane aiuterà David a ritrovare Melissa mentre David si occuperà di scoprire da chi provengano le minacce di morte che essa continua a subire. Al termine delle indagini, David e Jane ritrovano il cadavere di Melissa, con una corda al collo all'interno di un fabbricato. Nel frattempo l’incolumità di Jane è sempre più minacciata; David, dopo aver riportato il cadavere della figlia a Marlon, si accinge a ritirare il compenso per il lavoro svolto dal fratello di quest' ultimo. Qui scopre che dietro l'assassino di Melissa si nasconde anche la persona che vuole "assassinare" Jane. Il colpevole di tutto ciò è Joseph che da sempre covava rancore nei confronti della nipote ed è ora desideroso di eliminare anche Jane per aggiungere "pezzi" alla sua collezione. Joseph, dunque, si reca a casa di Jane e la immobilizza tramite un telecomando per eliminarla, tuttavia lei gli dimostra di non potere essere bloccata e lo colpisce ripetutamente. Nel frattempo sopraggiunge David, cui Jane chiede di essere uccisa per tornare ad essere libera, ma lui dopo un attimo di esitazione, le cede la pistola e la invita a sparare a Joseph. Essa, con le lacrime agli occhi, uccide il suo carnefice. In una successiva dichiarazione registrata, David mente sul ritrovamento della figlia di Marlon, per volontà di quest'ultimo, per niente propenso a rivelare la pericolosità dell'area e dunque a perdere i benefici economici della sua creazione, affermando di averla ritrovata sana e salva e di ritenere la Zona totalmente sicura. Nel finale Jane ottiene la tanto agognata libertà e può finalmente uscire dalla Zona 414 laddove era confinata.

## Personaggi
- David Carmichael è un ex agente di polizia costretto a dimettersi dopo la morte del suo partner. Viene incaricato da Marlon di ritrovare la figlia scomparsa. Durante le indagini scopre quello che cela in realtà la Zona 414 e decide di aiutare Jane
- Jane è la prima robot senziente creata da Marlon. Tutti i robot della zona fanno affidamento su di lei. Lavora per Royale, ha un'abitazione e, anche se si tratta di un robot, prova emozioni e dolore.
- Marlon Veidt è l'inventore dei robot senzienti e ha dato vita alla Zona 414
- Joseph Veidt è il fratello di Marlon e gestisce gli affari della Zona 414, invidioso della popolarità raggiunta dal fratello e da Jane
- Royale è una imprenditrice all'interno della Zona 414, si occupa di stabilire il contatto tra i clienti e i robot con cui vogliono interagire

## Produzione
Il 28 agosto 2019 è stato annunciato che Travis Fimmel avrebbe interpretato un ruolo principale nel film. Il 21 gennaio 2020, Guy Pearce e Matilda Lutz si unirono al cast; Pearce sostituì Fimmel che assunse un ruolo secondario.

### Cast
- Guy Pearce nel ruolo di David Carmichael
- Matilda Lutz nel ruolo di Jane
- Travis Fimmel nel ruolo di Marlon Veidt
- Jonathan Aris nel ruolo di Joseph Veidt
- Jóhannes Haukur Jóhannesson nel ruolo di Russell
- Olwen Fouéré nel ruolo di Royale
- Colin Salmon nel ruolo di Hawthorne
- Antonia Campbell-Hughes nel ruolo di Jaden
- Jorin Cooke nel ruolo di Hamilton
- Holly Demaine nel ruolo di Melissa Veidt

### Riprese
Le riprese principali del film si sono svolte tra il 6 e il 29 febbraio 2020 in Irlanda del Nord.

## Colonna sonora
La colonna sonora del film è stata composta da Raffertie.

### Album
L'album è stato pubblicato dalla Filmtrax il 3 settembre 2021 con il titolo Zone 414 (Original Motion Pictures Soundtrack).

#### Tracce
1. Neo London – 1:57
2. If You Would Like a Man – 4:28
3. Jane – 4:42
4. Prince Street – 1:52
5. Maintenance – 4:46
6. Blue Light – 2:57
7. Visitor – 2:11
8. Playback – 2:20
9. Mood Lighting – 5:43
10. Boat Yard – 3:16
11. Fantasy – 6:53
12. Your Fear is Real – 12:40
13. Free – 5:22

## Promozione
Il primo trailer è stato pubblicato il 27 luglio 2021.

## Distribuzione

### Data di uscita
La Saban Films ha distribuito il film contemporaneamente nelle sale americane e in video on demand, in diversi stati inclusi l'Italia, il 3 settembre 2021.
Le date di uscita internazionali nel corso del 2021 sono state:
- 3 settembre in Canada, Indonesia, Messico e Stati Uniti d'America
- 13 settembre in Francia
- 4 ottobre in Regno Unito
- 20 ottobre in Polonia
- 25 novembre nei Paesi Bassi
- 26 novembre in Germania
- 29 novembre in Spagna e Norvegia

Le date di uscita internazionali nel corso del 2022 sono state:
- 20 gennaio negli Emirati Arabi Uniti
- 3 marzo in Portogallo

### Divieti
Negli Stati Uniti d'America la MPAA ha classificato il film come restricted (R), in Italia è classificato come vietato ai minori di 14 anni per scene contenenti violenza, immagini inquietanti, linguaggio, uso di droghe e nudità.

### Edizioni home video
Negli Stati Uniti d'America, la Paramount Pictures ha pubblicato la versione in DVD il 2 novembre e la versione Blu-Ray il 16 novembre 2021.

## Accoglienza

### Critica
Sull'aggregatore di recensioni Rotten Tomatoes ha un indice di gradimento del 17% basato su 23 recensioni, con un voto medio di 4.10/10. Su Metacritic, il film ha una valutazione di 36 su 100, basata su quattro critici, che indica "recensioni generalmente sfavorevoli".

## Riconoscimenti
- 2022 – IFTA Awards
  - Candidatuta per i migliori costumi a Susan Scott
  - Candidatura per il miglior montaggio a Tony Cranstoun